# 橋戸稲荷神社
橋戸稲荷神社（はしどいなりじんじゃ）は東京都足立区の神社。

## 概要
創建年代は不明であるが、一説では926年（延長4年）とも、1490年（延徳2年）ともいわれている。千住橋戸町の鎮守であった。
当社は、伊豆長八の雌雄の狐の鏝絵があるので有名である。ただし土蔵造りの本殿の内側の扉にあるので、普段は目にすることはできない。

## 交通アクセス
- 千住大橋駅より徒歩4分。